# Академічна відпустка
Академічна  відпустка – перерва у навчанні у зв’язку з обставинами, які унеможливлюють виконання здобувачем вищої освіти освітньої (наукової) програми (за станом здоров’я, призовом на строкову військову службу у разі втрати права на відстрочку від неї, сімейними обставинами тощо).
Українське законодавство також мають більш вузькі, але більш деталізовані визначення, що пов’язані з підставами набуття права на академічну відпустку: 
- Академічна відпустка — це перерва у навчанні, право на яку студент отримує у випадку зниження працездатності внаслідок порушень функцій організму, які зумовлені гострими захворюваннями, що потребують тривалого відновлювального лікування; загостреннями хронічних захворювань або частими захворюваннями (понад один місяць за семестр); анатомічними дефектами, які не дають змоги провести відновлювальне лікування під час навчання.
- Аспіранти (ад’юнкти) і докторанти мають право на академічну відпустку, зокрема за станом здоров’я, у зв’язку з вагітністю та пологами, для догляду за дитиною до досягнення нею трирічного віку.[2]

## Особливості надання академічної відпустки
- Максимальна тривалість академічної відпустки встановлюється до одного року. При необхідності тривалість академічної відпустки може бути продовжена ще на один рік.
- Відпустки по вагітності та пологах, відпустки по догляду за дитиною до досягнення нею віку 3-х років, а у разі, коли дитина хворіє та потребує домашнього догляду, — до досягнення дитиною 6-річного віку, надаються відповідно до Кодексу законів про працю України.
- Академічна відпустка за медичними показаннями надається студентам ректором (директором) вищого закладу освіти на підставі висновку лікарсько-консультативної комісії студентської поліклініки, а там, де вона відсутня, — головного лікаря лікувально-профілактичної установи, яка провадить медичне обслуговування студентів.
- Допуск до навчання студентів, у яких завершився термін академічної відпустки, здійснюється наказом ректора (директора) вищого закладу освіти на підставі заяви студента та висновку лікарсько-консультативної комісії про стан здоров'я, які подаються не пізніше двох тижнів від початку навчального семестру. Студенти, які не подали документи в установлений термін, відраховуються з вищого закладу освіти.
- За весь період навчання студент може скористатися правом на отримання академічної відпустки, як правило, один раз.[3]